# Asclepias longifolia
Asclepias longifolia là một loài thực vật có hoa trong họ La bố ma. Loài này được Michx. mô tả khoa học đầu tiên năm 1803.